# Kyrkpressen
Kyrkpressen (KP) [ˈçʏrkˌprɛsːɛn] („die Kirchenpresse“) ist ein überregionales Gemeindeblatt für die finnlandschwedischen Gemeinden in Svenskfinland. Die Zeitung hat Redaktionen in Helsingfors (finnisch Helsinki) und Jakobstad (finnisch Pietarsaari) und wird bei Fontana Media herausgegeben. Seit 2019 ist Nicklas Storbjörk Chefredakteur.
Kyrkpressen ist eine unabhängige Fortsetzung des 1922 gegründeten Församlingsbladet („Gemeindeblatt“) und erscheint seit 1970 in Massenauflage. Die Zeitung fungiert vor allem als Medium innerhalb des Bistums Borgå in der Evangelisch-Lutherischen Kirche Finnlands. Die meisten Gemeinden des Bistums abonnieren Kyrkpressen für ihre Mitglieder. Damit erreicht das Blatt 75.000 Haushalte und ist in Finnland das Printmedium mit der größten Reichweite auf Schwedisch.
Neben der seit 2019 zweiwöchentlich im Tabloidformat erscheinenden Papierausgabe betreibt das Medium eine Webseite mit journalistischen Beiträgen, Blogs und Diskussionsseiten. Auch die PDF-Versionen der Printausgaben sind auf der Webseite verfügbar.

## Chefredakteure
- Rabbe Forsman, 1972–1977.
- Ruth Franzén, 1977–1980.
- Runar Backman, 1981–1982.
- Olav S. Melin, 1982–1999.
- Sixten Ekstrand, 2000.
- Stig Kankkonen, 2001–2010.
- May Wikström, 2010–2019.
- Nicklas Storbjörk, 2019–